# Mario Stanzani
Mario Stanzani (Castel San Pietro Terme, 10 maggio 1888 – Roma, 18 settembre 1953) è stato un generale e aviatore italiano, che fu un pioniere dell'Aeronautica italiana.
Decorato di Medaglia d'argento al valor militare durante la prima guerra mondiale, dal 1924 al 1926 fu comandante dell'Aviazione della Tripolitania, partecipando alle operazioni di riconquista della Libia per cui fu insignito della Croce di Cavaliere dell'Ordine militare di Savoia. Comandante della Regia Accademia Aeronautica di Caserta, promosso generale di brigata aerea nel 1935. Comandante dell'Aeronautica della Sicilia all'entrata in guerra dell'Italia, avvenuta il 10 giugno 1940, fu preso prigioniero nel corso della guerra e trasferito negli Stati Uniti d'America. Nel dopoguerra fu presidente dell'Aero Club di Rieti.

## Biografia
Nacque a Castel San Pietro Terme, provincia di Bologna, il 18 settembre 1888. Arruolatosi nel Regio Esercito entrò nella Regia Accademia Militare di Artiglieria e Genio di Torino nel corso del 1906, uscendone con il brevetto di ufficiale del genio militare assegnato al 4º Reggimento pontieri. Promosso sottotenente nel 1908, divenne tenente nel 1911, e l’anno seguente entrò a far parte del Battaglione Aviatori, conseguendo poi il brevetto di pilota, su Bleriot 25 HP il 26 luglio 1913 e quello di pilota militare su Bleriot 50 HP nell’ottobre seguente.

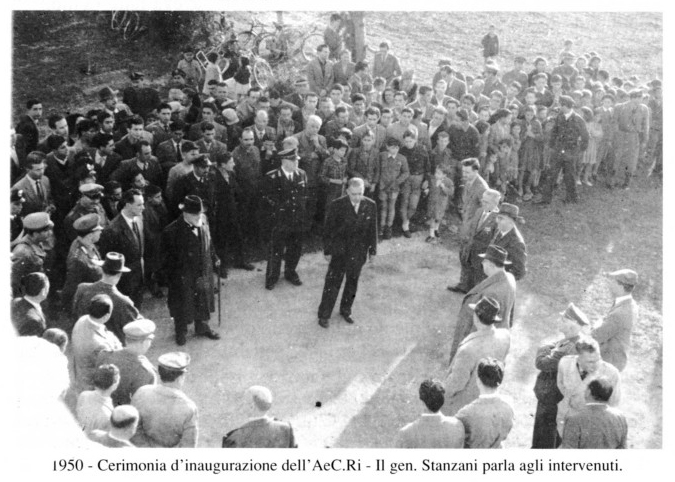
Il generale Stanzani parla a una cerimonia di inaugurazione dell'Aero Club d'Italia di Rieti nel 1950.

Dall’ottobre 1913 al maggio 1915 fu al comando della 16ª Squadriglia "Bleriot" di stanza a Gossolungo, Piacenza, ove diresse un corso di osservatori per l'artiglieria. Durante il corso della prima guerra mondiale prestava servizio presso la 1ª Squadriglia da ricognizione e combattimento equipaggiata con velivoli Bleriot,  trovandosi poi al 1º gennaio 1917 alla 5ª Squadriglia da ricognizione e combattimento che il 15 aprile 1916 diventa 25ª Squadriglia di cui prende il comando nel maggio seguente  equipaggiata con aereo Voisin. Dal 18 marzo fu comandante del Centro Formazione Squadriglie del Campo di aviazione di Arcade e del Centro Formazione Squadriglie dell'Aeroporto di Ghedi dal 13 agosto 1917 al novembre 1917. Nel dicembre 1917 divenne addetto al Comando Centri fino alla data dell'armistizio del 4 novembre 1918. Promosso maggiore nel 1918, decorato di Medaglia d'argento al valor militare, nel 1919 fu inviato a Costantinopoli come capo di una missione aeronautica per la costruzione di una linea aerea civile, rimanendovi dal giugno 1919 al settembre 1920. Nel 1921 conseguì la laurea in ingegneria civile presso la Scuola di ingegneria di Napoli.
Fu comandante la Scuola caccia di Ghedi fino all’aprile 1922, e promosso tenente colonnello nel 1924, ricoprì l’incarico di comandante dell’aviazione della Tripolitania fino al gennaio 1926. Insignito della Croce di Cavaliere dell’Ordine militare di Savoia  per le attività a supporto della riconquista italiana della Libia, divenne colonnello nel luglio 1927, per essere poi assegnato all’ufficio dello Stato maggiore della Regia Aeronautica fino all’ottobre 1928, quando assunse l’incarico di comandante della Regia Accademia Aeronautica di Caserta.
Nel 1932 divenne Capo di stato maggiore della II Zona Aerea Territoriale (Z.A.T.), lasciando l’incarico nel 1933. Assunto l’incarico di Capo dell’Ufficio centrale del Demanio aeronautico, fu promosso generale di brigata aerea nel 1935.
Nel 1937 assunse la carica di comandante dell’Aeronautica nella Sicilia,  partecipando alla seconda guerra mondiale. Catturato l'8 novembre 1942, rimase prigioniero di guerra negli Stati Uniti d'America fino al 6 ottobre 1945. Rientrato in Patria lasciò la vita militare, ricoprendo poi l’incarico di Presidente dell'Aero Club d'Italia di Rieti e fu anche promotore della ricostruzione dell'aeroporto di quella città. Si spense a Roma il 18 settembre 1953.

### Famiglia
Mario Stanzani era figlio di Cesare, fattore in Castel San Pietro Terme. Era sposato con Sandra Rossi da cui aveva avuto l'unico figlio Enzo compositore e maestro di pianoforte al Conservatorio Santa Cecilia di Roma , morto negli anni '90 senza eredi diretti.

### Annotazioni
1. ↑  In forza al I Gruppo Aeroplani assegnato alla 3ª Armata del tenente generale Emanuele Filiberto di Savoia Duca D'Aosta.

### Fonti
1. 1 2 3 4 5 6 7 8 9 10 11 12 13 14  Mancini 1936, p. 570.
2. ↑  Fraschetti 1986, p. 25.
3. ↑  Fraschetti 1986, p. 39.
4. ↑  Molfese 1925, p. 3.
5. ↑  Molfese 1925, p. 30.
6. ↑  Ufficio Storico dell'Aeronautica Militare 1969, p. 183.
7. 1 2  Annuario Anno Scolastico 1928-1929, p. 27.
8. ↑  Dunning 1988, p. 5.
9. ↑  al Conservatorio Santa Cecilia di Roma fu allieva di Enzo Stanzani la clavicembalista Chiara Massini
10. ↑  Bollettino Ufficiale 1917, dispensa 14, pagina 143.
11. ↑  Gazzetta Ufficiale del Regno d'Italia n. 143 del 21 giugno 1933, pag. 2582.
12. ↑  Gazzetta Ufficiale del Regno d’Italia n. 86 del 13 aprile 1937, pag. 1937.
13. ↑  Gazzetta Ufficiale del Regno d’Italia n. 126 del 2 giugno 1937, pag. 2007.

### Pubblicazioni
- La morte del Gen. Stanzani, in Volo. Rassegna periodica dell’Aero Club d’Italia, Roma, Ufficio Stampa, Propaganda, ed Attività Speciali dell’Ae. C.I., 25 settembre 1953.